# Graphium aphthosae
Graphium aphthosae är en lavart som beskrevs av Vagn Alstrup och David Leslie Hawksworth. Graphium aphthosae ingår i släktet Graphium, och familjen Microascaceae. Arten är reproducerande i Sverige.